# Picramnia antidesma
Picramnia antidesma är en tvåhjärtbladig växtart. Picramnia antidesma ingår i släktet Picramnia och familjen Picramniaceae.

## Underarter
Arten delas in i följande underarter:
- P. a. antidesma
- P. a. fessonia
- P. a. nicaraguensis